# Cécile parmi nous
Cécile parmi nous est le septième tome de la Chronique des Pasquier de Georges Duhamel, publié en 1938 au Mercure de France.

## Écriture du roman
Ce septième tome de la Chronique des Pasquier est écrit durant l'année 1938, alors que la montée en puissance du régime nazi et ses visées territoriales en Europe centrale sont de plus en plus inquiétantes. Duhamel qui avait dans Les Maîtres (1937), dont l'action se situait en 1908-1909, à peine esquissé en toile de fond les tensions entre l'Allemagne et l'Angleterre, décide pour ce volume de faire un saut de quatre ans et de situer volontairement l'action en 1913, avec la présence directe de la Première Guerre balkanique comme élément du roman situé à la vieille de la Grande Guerre, élément omniprésent pour le lecteur. Cécile parmi nous paraît en quatre épisodes dans le Mercure de France du 15 septembre, 1er et 15 octobre, et 1er novembre 1938 avant d'être publié en un seul volume à la fin de l'année 1938.

Le titre du roman fait référence à un vers de la pièce Athalie de Jean Racine, mis d'ailleurs en exergue de l'ouvrage : 

« Hé quoi ! vous de nos rois et la femme et la mère, êtes-vous parmi nous à ce point étrangère ? »

— Athalie, Racine

## Résumé

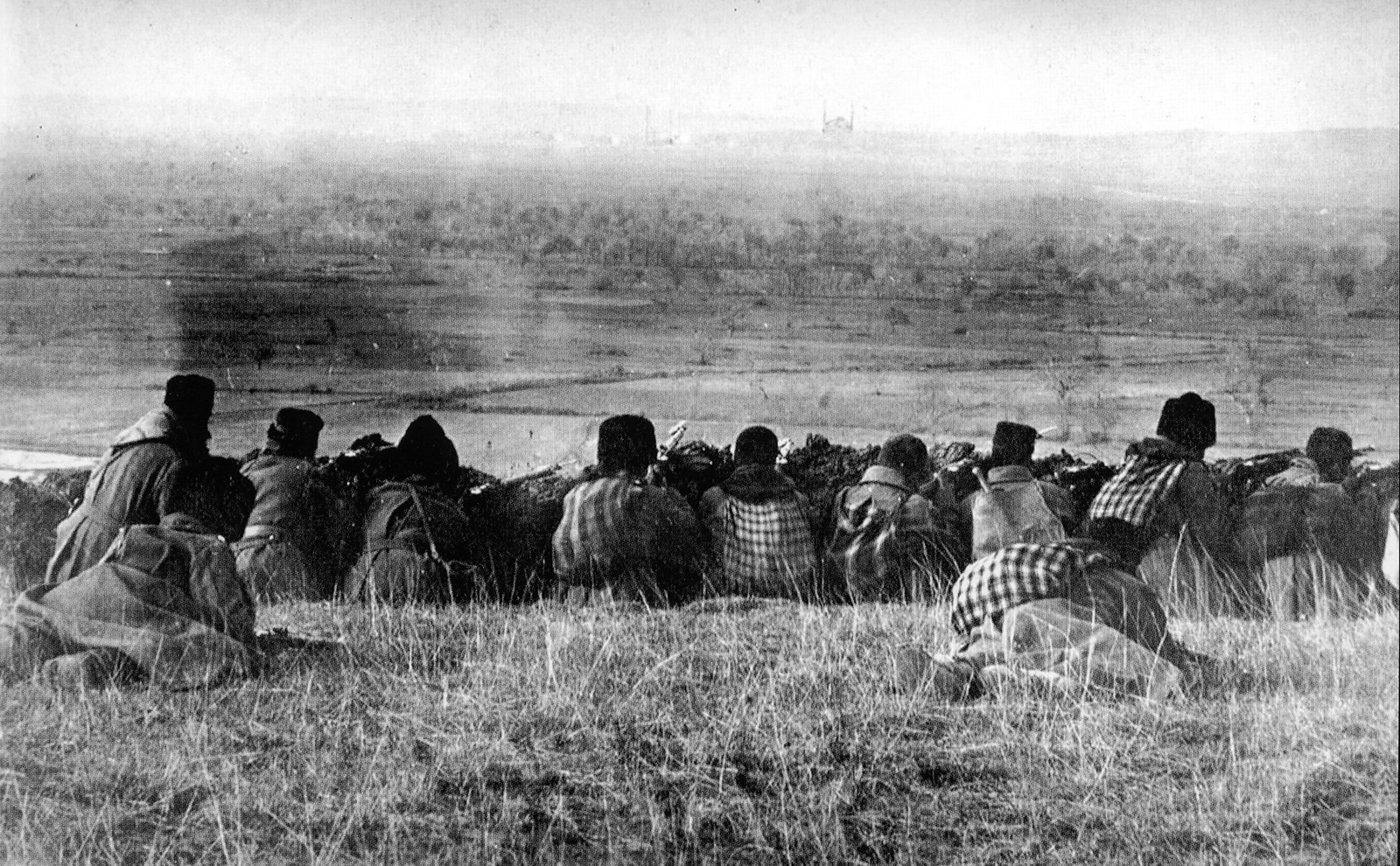
L'armée bulgare en 1913 lors de l'assaut sur la ville d'Andrinople.

En janvier 1913, Laurent Pasquier commence maintenant sa carrière de chercheur indépendant dans le domaine de l'élaboration des vaccins comme chef de service à l'Institut national de biologie. Sa sœur Cécile, met elle sa carrière de pianiste un peu entre parenthèses, et se consacre au jeune enfant qu'elle a eu avec Richard Fauvet, un philosophe hypocondriaque et prétentieux qu'elle n'arrive pas à aimer et qui petit à petit se détourne d'elle allant jusqu'à lutiner sa belle-sœur Suzanne, devenue une jeune actrice prometteuse auprès de Sarah Bernhardt. Le père, Raymond Pasquier en quête de reconnaissance et de notoriété, se met à rêver de pouvoir écrire un livre à succès ; il compose un roman inspiré des fresques d'Alexandre Dumas et intitulé Le Vent dans les voiles. L'ainé des frères Pasquier, Joseph, plus que jamais dans les affaires et la spéculation, joue l'intermédiaire secret dans la vente de munitions fournies par l'Allemagne, pourtant officiellement soutien de l'Empire ottoman, aux Bulgares lors de la Première Guerre balkanique. Il tente de manipuler l'opinion publique, grâce à ses relations journalistiques et en influençant des intellectuels (dont Richard Fauvet), sur de prétendues munitions anglaises défectueuses fournies aux troupes bulgares. Cécile, toute dévouée à son enfant, et mettant au second plan sa brillante carrière de concertiste, se découvre une faille mystique et se tourne vers Dieu. La mort subite et brutale de son fils chéri, d'une péritonite non diagnostiquée à temps suivie d'une septicémie, finira de bouleverser la vie de la jeune femme.

## Analyse
L'introduction de Cécile parmi nous, écrite en 1938, est une noire prémonition des années à venir pour une France dont il est déjà possible de sentir qu'elle va être entraînée et sombrer dans la Seconde Guerre mondiale. Duhamel met dans un long paragraphe introductif cette pessimiste prédiction dès les premières lignes du tome dénonçant avec « rare lucidité toutes les démissions [...], les alléchantes impostures des politiciens qui précipitent une nouvelle course à la guerre » :
« Les puissances, folles ou sournoises, toutes les puissances du monde, celles qui roulent, celles qui piaffent, celles qui cheminent à pas sourds, celles qui voyagent en hurlant, celles aussi qui veillent, inertes depuis des siècles, mais n'attendent qu'un signal pour chanceler et choir, celles qui ont des voies tracées, des règles et des barrières et celles qui voguent à l'aventure comme les corsaires de l'ombre, toutes les forces redoutables qui hantent la ville des hommes, elles ne pourront rien, aujourd'hui, contre l'enfant aux paupières diaphanes, contre le petit roi, contre le petit dieu qui sommeille, les bras en croix, dans le creux du berceau roulant. »
Ainsi l'ensemble de ce tome de la Chronique sera essentiellement consacré à la dévotion de Cécile pour son fils sur un fond de guerre sourde et lointaine dans les Balkans, dont la population française est informée par une presse souvent propagandiste et manipulée par des marchands d'armes qui ainsi s'enrichissent. Au travers des Guerres balkaniques qui participeront à l'engrenage aboutissant à la Première Guerre mondiale, « c'est l'ombre du second conflit mondial sur le point d'éclater qui plane » (plus encore que sur le tome suivant pourtant écrit en 1939) et le parallèle est fait dès l'introduction avec la montée du nazisme en Allemagne et les crises successives en Europe notamment l'Anschluss du 12 mars 1938 et l'annexion de la Bohême et la Moravie en septembre 1938, après la crise des Sudètes en Tchécoslovaquie à la suite des accords de Munich, dont le roman est pleinement contemporain dans ses dernières corrections et sa parution.

## Éditions
- Mercure de France, 1938.
- Librairie Arthème Fayard, coll. « Le livre de demain » no 220, illustré par 57 bois originaux de Raymond Renefer, 1941.
- Éditions Gallimard, collection Folio, 1976  (ISBN 9782070365531).
- Éditions Omnibus, 1999  (ISBN 2258051436) et 2007  (ISBN 978-2-258-05143-0).